# الفرحاتية
الفرحاتية قرية في ناحية الإسحاقي في جنوب غرب قضاء بلد في محافظة صلاح الدين وسط شمال العراق، الفرحاتية مقاطعة رقمها 14، ومساحتها 43230 دونماً عراقياً. من معالمها تل كراثة وتل بياض وتل العنك. قال عبد الله بن حسين السويدي المتوفى سنة 1761م في كتابه (النفحة المسكية في الرحلة المكية) «نهر يسمى بالفرحاتية، بفتح اللام وسكون الراء وبحاء مهملة بعدها ألف وبناء وياء مشددة للنسبة، في آخرها هاء تأنيث. وهي من أعمال دجيل أيضاً، وكان نزولنا في بر أفيح ذي حصى دقاق».